# アルバート・アウ
アルバート・アウ（區瑞強、英語: Albert Au、1955年7月31日 -）は、香港生まれの男性歌手・音楽家・RTHKのDJ。香港浸会学院卒業。フォークソングの歌手として数々のヒット曲を生み出した。祖籍は広東省肇慶市。

## 代表曲
- 陌上歸人（RTHKラジオドラマ『陌上歸人』主題歌）
- 水霞
- 漁火閃閃
- 那天再重聚（TVBテレビドラマ『愛情安哥』（1982年）主題歌）
- 相識在童年（「ビタソイ」CMソング）
- 愛在陽光空氣中
- 蚌的啟示（マイケル・クァン、ローウェル・ローと協演）

## 英語カバー曲
- The Sound of Silence
- I'll Have To Say I Love You In a Song
- Longer
- Vincent
- If
- You've Got a Friend
- Windflowers
- Bridge Over Trouble Water
- Danny's Song
- Dust In the Wind
- Diary
- Perhaps Love
- The End of the World
- Visions
- Love Me Tender
- Both Sides Now
- Rhinestone Cowboy

## 出演映画
- 『春田花花同學會』- フォークソング・ボーカリスト　役